# رودولفو توماسی
رودولفو توماسی (انگلیسی: Rodolfo Tommasi; ۲۴ نوامبر ۱۹۰۷ – ۱۳ اوت ۱۹۹۳) بازیکن فوتبال اهل ایتالیا بود.
از باشگاه‌هایی که در آن بازی کرده‌است می‌توان به باشگاه فوتبال تریستیانا و باشگاه فوتبال فیورنتینا اشاره کرد.